# Hoploplana
Hoploplanidae
Famille
Genre
Hoploplana est un genre de vers plats marins, le seul de la famille des Hoploplanidae qui appartient à la super-famille des Stylochoidea (sous-ordre des Acotylea, ordre des Polycladida).

## Systématique
Les noms valides complets (avec auteur) de ces taxons sont :
- pour la famille : Hoploplanidae Stummer-Traunfels, 1933[1]
- pour le genre : Hoploplana Laidlaw, 1902[1].

### Liste des espèces
Selon World Register of Marine Species (19 novembre 2023) :
- Hoploplana californica Hyman, 1953
- Hoploplana cupida Kato, 1938
- Hoploplana deanna Kato, 1939
- Hoploplana divae Marcus, 1950
- Hoploplana elisabelloi Noreña, Rodriquez, Perez & Almon, 2015
- Hoploplana inquilina (Wheeler, 1894)
- Hoploplana insignis (Lang, 1884)
- Hoploplana luracola Smith, 1961
- Hoploplana ornata Yeri & Kaburaki, 1918
- Hoploplana papillosa Lang, 1884
- Hoploplana rosea Prudhoe, 1978
- Hoploplana rubra Kato, 1944
- Hoploplana schizoporellae Kato, 1944
- Hoploplana usaguia Smith, 1960
- Hoploplana villosa (Lang, 1884)

### Synonymes, reclassements
- l'espèce Hoploplana grubei (Graff, 1892) est reclassée comme Chatziplana grubei (Graff, 1892) (famille des Stylochocestidae)
- l'espèce Hoploplana schizoparellae Kato, 1944 est Hoploplana schizoporellae Kato, 1944
- l'espèce Hoploplana thaisana Pearse, 1938 est Hoploplana inquilina (Wheeler, 1894)